# 冯格庄街道
冯格庄街道，是中华人民共和国山東省烟台市莱阳市下辖的一个乡镇级行政单位。

## 行政区划
冯格庄街道下辖以下地区：
旧店村、咸家庄村、东小埠村、中小埠村、西小埠村、后大埠村、前大埠村、朱家埠村、肖家疃村、桃源庄村、冯格庄村、石桥泊村、贺家疃村、将军顶村、天桥屯村、宫家庄村、蜡树庄村、瓦屋庄村、董家庄村、沈家屯村、陈家疃村、青埠屯村、太平庄村、东青埠村、西青埠村、大青埠村、曹家屯村、西官庄村、东官庄村、马岚村、乔家庄村、大黑石埠村和小黑石埠村。

## 人口
2010年中国第六次人口普查时，冯格庄街道共有人口32555人。共有家庭10069户，平均每户3.20人。14岁以下的少年儿童共4084人，占总人口12.54%；15-64岁人口共24640人，占总人口75.68%；65岁及以上的老年人共3831人，占总人口的11.76%。男性共计16308人，占总人口50.09%；女性共计16247，占总人口49.90%。本地居住的人口中，拥有本地户籍的人口为30863人，占94.80%。